# Acrocercops thrylodes
Acrocercops thrylodes là một loài bướm đêm thuộc họ Gracillariidae. Loài này có ở Ấn Độ (Maharashtra).
Ấu trùng ăn Carissa carandas. Chúng có thể ăn lá nơi chúng làm tổ.